# Тяньчжу-Тибетський автономний повіт
36°58′16″ пн. ш. 103°08′17″ сх. д. / 36.97104° пн. ш. 103.13794° сх. д.
Тяньчжу-Тибетський автономний повіт (кит. 天祝藏族自治县, пін. Tiānzhù Zàngzú Zìzhìxiàn, також Bairi) — один із повітів КНР у складі префектури Увей, провінція Ганьсу. Адміністративний центр — містечко Хуацзанси.

## Географія
Тяньчжу-Тибетський автономний повіт лежить на висоті близько 2400 метрів над рівнем моря східніше гір Дабан на стику Тибетського і Монгольського плато.

### Клімат
Повіт знаходиться у зоні, котра характеризується континентальним субарктичним кліматом. Найтепліший місяць — липень із середньою температурою 16 °C. Найхолодніший місяць — січень, із середньою температурою -10,9 °С.
| Клімат повіту Тяньчжу-Тибет                        | Клімат повіту Тяньчжу-Тибет | Клімат повіту Тяньчжу-Тибет | Клімат повіту Тяньчжу-Тибет | Клімат повіту Тяньчжу-Тибет | Клімат повіту Тяньчжу-Тибет | Клімат повіту Тяньчжу-Тибет | Клімат повіту Тяньчжу-Тибет | Клімат повіту Тяньчжу-Тибет | Клімат повіту Тяньчжу-Тибет | Клімат повіту Тяньчжу-Тибет | Клімат повіту Тяньчжу-Тибет | Клімат повіту Тяньчжу-Тибет | Клімат повіту Тяньчжу-Тибет |
| Показник                                           | Січ.                        | Лют.                        | Бер.                        | Квіт.                       | Трав.                       | Черв.                       | Лип.                        | Серп.                       | Вер.                        | Жовт.                       | Лист.                       | Груд.                       | Рік                         |
| Середній максимум, °C                              | −0,6                        | 2,4                         | 7,8                         | 13,1                        | 17                          | 20,7                        | 22,9                        | 21,7                        | 16,7                        | 11,9                        | 6                           | 0,6                         | 11,7                        |
| Середня температура, °C                            | −10,9                       | −7,2                        | −1                          | 5                           | 9,6                         | 14                          | 16                          | 14,7                        | 10                          | 4,1                         | −3                          | −9,7                        | 3,5                         |
| Середній мінімум, °C                               | −17,6                       | −13,9                       | −7,6                        | −2,2                        | 2,5                         | 7,4                         | 9,4                         | 9                           | 4,9                         | −1,3                        | −8,5                        | −16,1                       | −2,8                        |
| Норма опадів, мм                                   | 2.7                         | 5.1                         | 6.8                         | 17.5                        | 43.9                        | 59.5                        | 64.9                        | 90.1                        | 62.8                        | 26.2                        | 7.3                         | 2.2                         | 389                         |
| Вологість повітря, %                               | 53                          | 52                          | 48                          | 48                          | 53                          | 58                          | 65                          | 71                          | 76                          | 70                          | 64                          | 55                          | 59                          |
| -------------------------------------------------- | --------------------------- | --------------------------- | --------------------------- | --------------------------- | --------------------------- | --------------------------- | --------------------------- | --------------------------- | --------------------------- | --------------------------- | --------------------------- | --------------------------- | --------------------------- |
| Джерело: Дані метеостанції №52833 (КНР, 1991-2020) |                             |                             |                             |                             |                             |                             |                             |                             |                             |                             |                             |                             |                             |